# نوپسرها اسپینیفرا
نوپسرها اسپینیفِرا یک گونه سوسک از خانوادهٔ سوسک‌های شاخک‌دراز است. گرسیت در سال ۱۹۴۸ این گونه را توصیف و بررسی کرد.

## زیرگونه‌ها
- Nupserha spinifera spinifera Gressitt، 1948
- Nupserha spinifera sumatrana Breuning، 1960